# Carlos Hurtado y Corral
Carlos Hurtado y Corral fue un pintor español del siglo XIX.

## Biografía
Pintor natural de Madrid, fue discípulo de la Escuela Especial de Pintura, Escultura y Grabado. En la Exposición Nacional de 1871 presentó: Iglesia de San Juan de los Reyes
en Toledo y Claustro bajo de San Juan de los Reyes. En la de 1878, Sepulcro del Cardenal Mendoza en la catedral de Toledo, y Puerta de la sala capitular de la misma catedral.
En la de 1881, Honras fúnebres a la memoria de la Reina Doña Mercedes, celebradas en Madrid en 17 de Julio de 1878 en la iglesia de San Francisco el Grande. También
fue autor de otro lienzo representando Los funerales de D. Adelardo López de Ayala en el mismo templo anteriormente citado.